# Angiopteris holttumii
Angiopteris holttumii är en kärlväxtart som beskrevs av C. Chr. Angiopteris holttumii ingår i släktet Angiopteris och familjen Marattiaceae. Inga underarter finns listade i Catalogue of Life.